# 姚嘉兒
姚嘉兒（Yiu Ka Yi, Venus，1986年7月19日—），香港創作歌手，演員，Roadshow及活動主持，專欄寫作人。

## 簡歷
姚嘉兒為中學會考8優狀元，香港大學政治及法學系學士、新聞系碩士畢業，曾入讀香港演藝學院戲劇學院。 
中國《快樂女聲》網易賽區30強，2011年推出首張EP《尋覓愛》，入圍港台最有前途新人獎，2012年於九龍灣國際展貿中心舉行第六個個人音樂會，派台單曲《嘍囉》登上新城勁爆歌曲榜第10位。2013年7月獲Wechat Livetube最傑出獨立歌手獎項，10月份首次進軍內地，連同陳慧琳、泳兒、洪卓立、海俊傑等參與《樂天。海珀御庭茂名巨星演唱會》。2014年1月17日舉辦《 姚嘉兒Take the Moment音樂會2014》，並獲Gigi及Kay拍片支持。2017年12月在九展舉行第9個個人音樂會Thirsty Thirty。
自2007年起一直積極參與戲劇演出，曾參演電影《為妳鍾情》、微電影《情繫魔音》、搖滾音樂劇《Leaving》、大龍鳳劇團《米田共控訴系列之米》、《好人有限醫務集團》、有骨戲《售氣帝國》、《愛喪事家庭》及劇棧《13》等。
2010年在郭子健執導的懷舊電影《為你鍾情》中客串演出懷春女班長一角，戲份不多卻令觀眾留下深刻印象。只是演戲實為玩票性質，擁有豐富現場演唱經驗的姚嘉兒，在2011年在香港樂壇正式出道。這位在學時間成績優異，多才多藝的新女聲不但是擅於現場演出的實力唱將，也具備詞曲創作、鋼琴演奏和舞蹈的才華。她亦是多個大型活動的主持、Roadshow主持及香港唱片駐場DJ。
2015年主持網台Talkonly節目《Forever 28》(逢星期一直播)。
2016年5月14日在九龍灣國際展貿中心 Music Zone 舉辦了第八場的 Forever 28 音樂會，入場人數是歷次演唱會之冠。當日，推出最新限量版雙設計CD專輯，廣受歡迎。

## 音樂事業

### 加入樂壇經過
姚嘉兒曾說，小時候的志願是做一位女特首，但和同學一起玩音樂劇之後，開始熱愛藝術，便一起就讀演藝學院，之後才發覺音樂更適合自己。她亦認為，做律師的工作很單一，但做音樂可以真真正正感染別人。

### CD專輯

#### 尋覓愛
發行日：2011年3月9日
1. 煙圈
2. 尋覓愛
3. 這種愛
4. 愛誘罪

#### Forever 永遠的 28
發行日：2016年5月27日
1. 宇宙麈
2. 螢火
3. 所謂戀愛
4. 嘍囉
5. 微塵（國）

### 並未收錄專輯歌曲
- 最溫暖的擁抱 –《這種愛》國話版（作曲、填詞：姚嘉兒）
- 海角晨光 — （作曲 Benedict Lee, 填詞 伍浩榮）[4]

### 派台歌曲成績
| 派台歌曲成績 | 派台歌曲成績 | 派台歌曲成績 | 派台歌曲成績 | 派台歌曲成績 | 派台歌曲成績 | 派台歌曲成績 |
| ------------ | ------------ | ------------ | ------------ | ------------ | ------------ | ------------ |
| 唱片         | 歌曲         | 903          | RTHK         | 997          | TVB          | 備註         |
| 2010年       |              |              |              |              |              |              |
| 尋覓愛       | 這種愛       | -            | -            | -            | -            |              |
| 2011年       |              |              |              |              |              |              |
| 尋覓愛       | 尋覓愛       | -            | -            | -            | -            |              |
| 尋覓愛       | 煙圈         | -            | -            | -            | -            |              |
| 永遠的28     | 微塵         | -            | 19           | -            | -            |              |
| 2012年       |              |              |              |              |              |              |
| 永遠的28     | 嘍囉         | -            | -            | 10           | -            |              |
| 2014年       |              |              |              |              |              |              |
| 永遠的28     | 所謂戀愛     | -            | -            | -            | -            |              |
| 2015年       |              |              |              |              |              |              |
| 永遠的28     | 螢火         | -            | -            | -            | -            |              |
| 2016年       |              |              |              |              |              |              |
| 永遠的28     | 宇宙塵       | -            | -            | -            | -            |              |
| 2017年       |              |              |              |              |              |              |
|              | 空氣草       | -            | -            | -            | -            |              |
| 2023年       |              |              |              |              |              |              |
|              | 海角晨光     | -            | -            | -            | -            |              |

| 903 | RTHK | 997 | TVB | 備註              |
| 0   | 0    | 0   | 0   | 四台冠軍歌總數：0 |

- （*）仍在榜上

## 音樂會及演唱會
1. 姚嘉兒 At Your Back Mini-Live（Backstage 01/04/2009）
2. 青苗琴行主辦「愛在八十年代」音樂會（青苗琴行演奏廳 29/06/2009）
3. Venus X Benedict音樂會（Nano Club 11/09/2009）
4. Venus X Benedict音樂會II（Moon Club 19/09/2009）
5. 姚嘉兒I can be ME音樂會（兆基創意書院 18/02/2011）
6. 姚嘉兒給天使們的音樂會 (九龍灣國際展貿中心 20/07/2012)
7. 海珀闪耀茂名巨星演唱会 (茂名體育館 01/10/2013)
8. 姚嘉兒Take the Moment音樂會2014 (九龍灣國際展貿中心 17/01/2014)
9. Forever 28 音樂會 (九龍灣國際展貿中心 14/05/2016)
10. Thirsty Thirty 音樂會 (九龍灣國際展貿中心 02/012/2017)

## 主要獎項
1. WeChat Livetube 7月份最傑出獨立歌手
2. 香港大學演辯學會百周年辯論賽最佳辯論員
3. 2009快樂女聲網易網絡賽區30強
4. 尋找音樂人創作大賽歌詞組十五強
5. 全港青年歌手大賽亞軍
6. YWCA「清新Teen使」歌唱大賽冠軍
7. 荃新天地「天使之星」歌唱大賽季軍
8. 鋼琴千禧名曲大賽優異獎
9. 中學歌唱比賽－　流行曲合唱冠軍、流行曲二人合唱亞軍、古典歌曲獨唱及二人合唱季軍、古典歌曲及流行曲合唱亞軍
10. 香港女青年商會全港司儀大賽季軍
11. 全港大專生演講比賽粵語即興演講總冠軍
12. 港大系制辯論賽冠軍及最佳辯論員
13. 大專盃全港大專辯論賽最佳辯論員
14. 兩大政治科學辯論比賽冠軍
15. 自由盃大專辯論賽亞軍及總決賽最佳辯論員

## 外部連結
- 姚嘉兒 Facebook 專頁
- 姚嘉兒的新浪微博
- 騰訊微博 （页面存档备份，存于）